# Rock and Roll Ain't Noise Pollution
Rock and Roll Ain't Noise Pollution est un morceau du groupe de hard rock australien AC/DC de l'album Back in Black sorti en 1980.
Cette chanson a été écrite en réponse au gouvernement néo-zélandais qui avait comparé la musique d'AC/DC à une "pollution sonore". Le groupe répond par l'intermédiaire de cette chanson en affirmant : "Le rock'n roll n'est pas une pollution sonore",.